# Serie A1 2007-2008 (hockey su pista)
La Serie A1 2007-2008 è stata l'85ª edizione (la 59ª a girone unico) del massimo campionato italiano di hockey su pista maschile; il torneo ebbe luogo dal 13 ottobre 2007 all'11 giugno 2008. Lo scudetto fu conquistato per il quarto anno consecutivo dal Follonica, che sconfisse il CGC Viareggio nella finale play-off.

## Squadre partecipanti
| - AFP Giovinazzo – Neopromossa (N) - Amatori Lodi - ASH Lodi – Neopromossa (N) - Bassano 54 - Breganze - Castiglione – Neopromossa (N) - CGC Viareggio | - Follonica – Campione 2006-2007 (C) - Forte dei Marmi – Neopromossa (N) - Marzotto Valdagno - Novara - Primavera Prato - Roller Bassano - Trissino |

## Stagione regolare

### Risultati
| andata       | 1ª giornata         | ritorno      |
| 13 ott. 2007 |                     | 19 gen. 2008 |
| 5-4          | Afp Giov.-Roller B. | 3-4          |
| 1-0          | A.Lodi-Castiglione  | 5-3          |
| 3-3          | Bassano-Lodi        | 3-0          |
| 4-2          | Cgc Viar.-Prato     | 5-3          |
| 8-5          | Follonica-Trissino  | 5-5          |
| 1-6          | Forte M.-Novara     | 3-5          |
| 8-2          | Marzotto-Breganze   | 4-5          |

| andata      | 4ª giornata          | ritorno     |
| 3 nov. 2007 |                      | 9 feb. 2008 |
| 1-1         | Castiglione-Marzotto | 2-5         |
| 2-5         | Forte M.-Cgc Viar.   | 2-5         |
| 3-2         | Lodi-Breganze        | 3-1         |
| 0-9         | Novara-Follonica     | 5-15        |
| 0-1         | Prato-Afp Giov.      | 5-4         |
| 3-4         | Roller B.-A.Lodi     | 4-6         |
| 3-4         | Trissino-Bassano     | 3-8         |

| andata       | 7ª giornata        | ritorno      |
| 24 nov. 2007 |                    | 1º mar. 2008 |
| 2-5          | Afp Giov.-Trissino | 3-5          |
| 3-2          | Bassano-Roller B.  | 6-2          |
| 1-4          | Breganze-Follonica | 3-7          |
| 2-2          | Castiglione-Novara | 2-5          |
| 4-2          | Cgc Viar.-A.Lodi   | 1-1          |
| 3-4          | Lodi-Forte Marmi   | 5-3          |
| 2-4          | Prato-Marzotto     | 1-2          |

| andata       | 10ª giornata        | ritorno      |
| 15 dic. 2007 |                     | 29 mar. 2008 |
| 1-1          | Afp Giov.-Cgc Viar. | 0-2          |
| 4-4          | Breganze-A.Lodi     | 4-7          |
| 2-5          | Follonica-Bassano   | 4-4          |
| 2-2          | Forte Marmi-Prato   | 3-2          |
| 2-2          | Lodi-Marzotto       | 4-5          |
| 3-4          | Novara-Trissino     | 1-6          |
| 2-2          | Roller-Castiglione  | 3-2          |

| andata       | 13ª giornata       | ritorno      |
| 12 gen. 2008 |                    | 19 apr. 2008 |
| 2-9          | Afp Giov.-Bassano  | 3-7          |
| 2-1          | Breganze-Prato     | 4-3          |
| 3-2          | Cgc V.-Castiglione | 7-3          |
| 1-1          | Forte M.-A.Lodi    | 4-2          |
| 2-2          | Lodi-Novara        | 5-5          |
| 5-8          | Marzotto-Follonica | 4-6          |
| 7-6          | Roller B.-Trissino | 1-5          |

| andata       | 2ª giornata           | ritorno      |
| 20 ott. 2007 |                       | 26 gen. 2008 |
| 1-2          | Breganze-Afp Giov.    | 3-3          |
| 4-8          | Castiglione-Follonica | 2-7          |
| 1-4          | Lodi-Cgc Viar.        | 1-3          |
| 4-2          | Novara-Marzotto       | 2-3          |
| 1-9          | Prato-Bassano         | 0-6          |
| 2-2          | Roller-Forte M.       | 4-5          |
| 3-2          | Trissino-A.Lodi       | 4-3          |

| andata       | 5ª giornata         | ritorno      |
| 10 nov. 2007 |                     | 16 feb. 2008 |
| 2-1          | Afp Giovinazzo-Lodi | 0-5          |
| 2-2          | Amatori Lodi-Novara | 2-4          |
| 10-1         | Bassano-Forte M.    | 3-0          |
| 3-5          | Breganze-Cgc Viar.  | 6-6          |
| 8-2          | Follonica-Roller B. | 11-1         |
| 9-6          | Marzotto-Trissino   | 3-7          |
| 1-2          | Prato-Castiglione   | 0-1          |

| andata       | 8ª giornata         | ritorno     |
| 1º dic. 2007 |                     | 8 mar. 2008 |
| 3-1          | Amatori Lodi-Prato  | 4-3         |
| 2-1          | Breganze-Trissino   | 2-7         |
| 9-1          | Follonica-Afp Giov. | 7-2         |
| 0-3          | Forte-Castiglione   | 3-5         |
| 4-5          | Marzotto-Cgc Viar.  | 7-3         |
| 3-1          | Novara-Bassano      | 3-4         |
| 0-3          | Roller Bassano-Lodi | 2-3         |

| andata       | 11ª giornata        | ritorno     |
| 22 dic. 2007 |                     | 5 apr. 2008 |
| 1-3          | A.Lodi-Bassano      | 7-5         |
| 1-1          | Castiglione-Lodi    | 5-4         |
| 4-6          | Cgc Viar.-Follonica | 0-0         |
| 2-2          | Forte M.-Breganze   | 4-3         |
| 6-1          | Marzotto-Afp Giov.  | 3-2         |
| 0-2          | Prato-Trissino      | 3-12        |
| 1-6          | Roller B.-Novara    | 1-2         |

| andata       | 3ª giornata         | ritorno     |
| 27 ott. 2007 |                     | 2 feb. 2008 |
| 4-2          | Afp Giov.-Forte M.  | 2-2         |
| 4-2          | Amatori Lodi-Lodi   | 4-4         |
| 4-0          | Bassano-Castiglione | 3-3         |
| 3-1          | Breganze-Novara     | 5-2         |
| 5-2          | Cgc Viar.-Trissino  | 6-3         |
| 6-4          | Follonica-Prato     | 4-3         |
| 9-4          | Marzotto-Roller B.  | 7-6         |

| andata       | 6ª giornata           | ritorno      |
| 17 nov. 2007 |                       | 23 feb. 2008 |
| 3-0          | Cgc Viar.-Bassano     | 1-2          |
| 4-2          | Follonica-Am.Lodi     | 5-4          |
| 4-4          | Forte M.-Marzotto     | 5-6          |
| 1-1          | Lodi-Primavera Prato  | 2-1          |
| 3-0          | Novara-Afp Giovinazzo | 1-2          |
| 2-2          | Roller B.-Breganze    | 2-7          |
| 1-0          | Trissino-Castiglione  | 2-1          |

| andata      | 9ª giornata           | ritorno      |
| 8 dic. 2007 |                       | 15 mar. 2008 |
| 2-2         | Afp Giovinazzo-A.Lodi | 1-6          |
| 4-3         | Bassano-Marzotto      | 2-3          |
| 2-3         | Castiglione-Breganze  | 0-2          |
| 9-0         | Cgc Viar.-Roller B.   | 4-4          |
| 1-8         | Lodi-Follonica        | 2-4          |
| 2-3         | Primavera P.-Novara   | 1-6          |
| 3-4         | Trissino-Forte M.     | 7-4          |

| andata      | 12ª giornata          | ritorno      |
| 5 gen. 2008 |                       | 12 apr. 2008 |
| 1-4         | Afp Giov.-Castiglione | 3-2          |
| 2-4         | Am.Lodi-Marzotto      | 9-9          |
| 5-0         | Bassano-Breganze      | 5-3          |
| 11-0        | Follonica-Forte M.    | 6-5          |
| 0-3         | Novara-Cgc Viareggio  | 4-8          |
| 4-2         | Prato-Roller Bassano  | 2-2          |
| 2-0         | Trissino-Lodi         | 4-2          |

La data citata in ogni giornata è quella del sabato. Non sono state distinte le gare giocate in anticipo e posticipo, nonché i recuperi.

### Classifica finale
Nella stagione regolare, le squadre partecipanti si sono affrontate in un girone unico all'italiana con partite di andata e ritorno.
|                   | AFP Giov. | Amatori Lodi | Bassano 54 | Breganze | Castiglione | CGC | Follonica | Forte d. M. | ASH Lodi | Marzotto V. | Novara | P. Prato | Roller B. | Trissino |
| ----------------- | --------- | ------------ | ---------- | -------- | ----------- | --- | --------- | ----------- | -------- | ----------- | ------ | -------- | --------- | -------- |
| AFP Giovinazzo    |           | -            | -          | -        | -           | -   | -         | -           | -        | -           | -      | -        | -         | -        |
| Amatori Lodi      |           |              |            |          |             |     |           |             |          |             |        |          |           |          |
| Bassano 54        |           |              |            |          |             |     |           |             |          |             |        |          |           |          |
| Breganze          |           |              |            |          |             |     |           |             |          |             |        |          |           |          |
| Castiglione       |           |              |            |          |             |     |           |             |          |             |        |          |           |          |
| C.G.C. Viareggio  |           |              |            |          |             |     |           |             |          |             |        |          |           |          |
| Follonica         |           |              |            |          |             |     |           |             |          |             |        |          |           |          |
| Forte dei Marmi   |           |              |            |          |             |     |           |             |          |             |        |          |           |          |
| Lodi              |           |              |            |          |             |     |           |             |          |             |        |          |           |          |
| Marzotto Valdagno |           |              |            |          |             |     |           |             |          |             |        |          |           |          |
| Novara            |           |              |            |          |             |     |           |             |          |             |        |          |           |          |
| Primavera Prato   |           |              |            |          |             |     |           |             |          |             |        |          |           |          |
| Roller Bassano    |           |              |            |          |             |     |           |             |          |             |        |          |           |          |
| Trissino          |           |              |            |          |             |     |           |             |          |             |        |          |           |          |

|  | P  | Squadra             | Pt | G  | V  | N | P  | GF  | GS  | DR  | Verdetto    |
|  | -- | ------------------- | -- | -- | -- | - | -- | --- | --- | --- | ----------- |
|  | 1  | Follonica (C)       | 69 | 26 | 22 | 3 | 1  | 172 | 74  | +98 | ai play-off |
|  | 2  | Bassano 54          | 60 | 26 | 19 | 3 | 4  | 118 | 56  | +62 | ai play-off |
|  | 3  | CGC Viareggio       | 59 | 26 | 18 | 5 | 3  | 106 | 61  | +45 | ai play-off |
|  | 4  | Trissino1           | 49 | 26 | 16 | 1 | 9  | 113 | 88  | +25 | ai play-off |
|  | 5  | Marzotto Valdagno1  | 49 | 26 | 15 | 4 | 7  | 122 | 99  | +23 | ai play-off |
|  | 6  | Novara2             | 37 | 26 | 11 | 4 | 11 | 80  | 89  | -9  | ai play-off |
|  | 7  | Amatori Lodi2       | 37 | 26 | 10 | 7 | 9  | 90  | 84  | +6  | ai play-off |
|  | 8  | Breganze            | 32 | 26 | 9  | 5 | 12 | 75  | 93  | -18 | ai play-off |
|  | 9  | AFP Giovinazzo (N)  | 25 | 26 | 7  | 4 | 15 | 52  | 99  | -47 |             |
|  | 10 | Forte dei Marmi (N) | 24 | 26 | 6  | 6 | 14 | 68  | 111 | -43 |             |
|  | 11 | Castiglione (N)     | 23 | 26 | 6  | 5 | 15 | 54  | 77  | -23 | ai play-out |
|  | 12 | Roller Bassano      | 14 | 26 | 3  | 5 | 18 | 67  | 126 | -59 | ai play-out |
|  | 13 | Primavera Prato     | 9  | 26 | 2  | 3 | 21 | 48  | 96  | -48 | in Serie A2 |
|  | 14 | ASH Lodi3 (N)       | 28 | 26 | 7  | 7 | 12 | 63  | 75  | -12 | in Serie A2 |

(1): il Trissino prevale sul Marzotto Valdagno in virtù dei risultati negli scontri diretti.
(2): il Novara prevale sull'Amatori Lodi in virtù dei risultati negli scontri diretti.
(3): l'ASH Lodi è stata retrocessa all'ultimo posto in classifica per inadempienza della società nei confronti degli obblighi in materia di attività giovanile.

## Play-out
Nei play-out, Castiglione e Roller Bassano hanno incontrato rispettivamente Montebello e Sarzana, formazioni provenienti dal campionato di Serie A2.

### Turno unico

#### Castiglione vs. Montebello
| Montebello Vicentino 29 aprile 2008 | Montebello | 3 – 4 | Castiglione |  |

| Castiglione della Pescaia 3 maggio 2008 | Castiglione | 5 – 1 | Montebello |  |

#### Roller Bassano vs Sarzana
| Sarzana 3 maggio 2008 | Sarzana | 4 – 8 | Roller Bassano |  |

| Bassano del Grappa 6 maggio 2008 | Roller Bassano | 3 – 4 | Sarzana |  |

| Bassano del Grappa 13 maggio 2008 | Roller Bassano | 5 – 3 | Sarzana |  |

## Play-off scudetto
Le prime otto classificate della stagione regolare disputarono i play-off scudetto (quarti e semifinali al meglio delle tre partite; finale al meglio delle cinque).

### Tabellone
|  | Quarti di finale | Quarti di finale  | Quarti di finale  | Quarti di finale | Quarti di finale |            |               | Semifinali | Semifinali | Semifinali | Semifinali | Semifinali |  |  | Finale | Finale    | Finale | Finale | Finale | Finale | Finale |
|  |                  |                   |                   |                  |                  |            |               |            |            |            |            |            |  |  |        |           |        |        |        |        |        |
|  | 1                | Follonica         | 6                 | 5                |                  |            |               |            |            |            |            |            |  |  |        |           |        |        |        |        |        |
|  | 8                | Breganze          | 3                 | 1                |                  |            |               |            |            |            |            |            |  |  |        |           |        |        |        |        |        |
|  | 8                | Breganze          | 3                 | 1                |                  | 1          | Follonica     | 4          | 5          |            |            |            |  |  |        |           |        |        |        |        |        |
|  |                  |                   |                   |                  |                  | 1          | Follonica     | 4          | 5          |            |            |            |  |  |        |           |        |        |        |        |        |
|  |                  | 5                 | Marzotto Valdagno | 2                | 2                |            |               |            |            |            |            |            |  |  |        |           |        |        |        |        |        |
|  | 4                | 5                 | Marzotto Valdagno | 2                | 2                | Trissino   | 1             | 6          | 4          |            |            |            |  |  |        |           |        |        |        |        |        |
|  | 4                |                   |                   |                  |                  | Trissino   | 1             | 6          | 4          |            |            |            |  |  |        |           |        |        |        |        |        |
|  | 5                | Marzotto Valdagno | 3                 | 2                | 5                |            |               |            |            |            |            |            |  |  |        |           |        |        |        |        |        |
|  |                  |                   |                   |                  |                  |            |               |            |            |            |            |            |  |  | 1      | Follonica | 2      | 6      | 6      | 5      | 9      |
|  |                  |                   | 3                 | CGC Viareggio    | 3                | 3          | 7             | 2          | 0          |            |            |            |  |  |        |           |        |        |        |        |        |
|  | 3                | CGC Viareggio     | 7                 | 3                |                  |            |               |            |            |            |            |            |  |  |        |           |        |        |        |        |        |
|  | 6                | Novara            | 3                 | 2                |                  |            |               |            |            |            |            |            |  |  |        |           |        |        |        |        |        |
|  | 6                | Novara            | 3                 | 2                |                  | 3          | CGC Viareggio | 6          | 4          |            |            |            |  |  |        |           |        |        |        |        |        |
|  |                  |                   |                   |                  |                  | 3          | CGC Viareggio | 6          | 4          |            |            |            |  |  |        |           |        |        |        |        |        |
|  |                  | 2                 | Bassano 54        | 5                | 2                |            |               |            |            |            |            |            |  |  |        |           |        |        |        |        |        |
|  | 2                | 2                 | Bassano 54        | 5                | 2                | Bassano 54 | 2 (0)         | 5          | 8          |            |            |            |  |  |        |           |        |        |        |        |        |
|  | 2                |                   |                   |                  |                  | Bassano 54 | 2 (0)         | 5          | 8          |            |            |            |  |  |        |           |        |        |        |        |        |
|  | 7                | Amatori Lodi      | 2 (2)             | 4                | 2                |            |               |            |            |            |            |            |  |  |        |           |        |        |        |        |        |

### Quarti di finale

#### (1) Follonica Hockey|Follonica vs. (8) Breganze
| Breganze 29 aprile 2008 | Breganze | 3 – 6 | Follonica |  |

| Follonica 3 maggio 2008 | Follonica | 5 – 1 | Breganze |  |

#### (4) Trissino vs. (5) Marzotto Valdagno
| Valdagno 29 aprile 2008 | Marzotto Valdagno | 3 – 1 | Trissino |  |

| Trissino 3 maggio 2008 | Trissino | 6 – 2 | Marzotto Valdagno |  |

| Trissino 6 maggio 2008 | Trissino | 4 – 5 | Marzotto Valdagno |  |

#### (3) CGC Viareggio vs. (6) Novara
| Novara 29 aprile 2008 | Novara | 3 – 7 | CGC Viareggio |  |

| Viareggio 4 maggio 2008 | CGC Viareggio | 3 – 2 | Novara |  |

#### (2) Bassano 54 vs. (7) Amatori Lodi
| Lodi 29 aprile 2008                          | Amatori Lodi         | 2 – 2 (d.t.s.) | Bassano 54 |  |
| \| \| \| \| \| \| Tiri di rigore 2 – 0 \| \| |                      |                |            |  |
|                                              |                      |                |            |  |
|                                              | Tiri di rigore 2 – 0 |                |            |  |

| Bassano del Grappa 3 maggio 2008 | Bassano 54 | 5 – 4 | Amatori Lodi |  |

| Bassano del Grappa 6 maggio 2008 | Bassano 54 | 8 – 2 | Amatori Lodi |  |

### Semifinali

#### (1) Follonica vs. (5) Marzotto Valdagno
| Valdagno 13 maggio 2008 | Marzotto Valdagno | 2 – 4 | Follonica |  |

| Follonica 17 maggio 2008 | Follonica | 5 – 2 | Marzotto Valdagno |  |

#### (2) Bassano 54 vs. (3) CGC Viareggio
| Viareggio 10 maggio 2008 | CGC Viareggio | 6 – 5 (d.t.s.) | Bassano 54 |  |

| Bassano del Grappa 16 maggio 2008 | Bassano 54 | 2 – 4 | CGC Viareggio |  |

### Finale

#### (1) Follonica vs. (3) CGC Viareggio
| Viareggio 24 maggio 2008 | CGC Viareggio | 3 – 2 | Follonica |  |

| Follonica 28 maggio 2008 | Follonica | 6 – 3 | CGC Viareggio |  |

| Follonica 31 maggio 2008 | Follonica | 6 – 7 | CGC Viareggio |  |

| Viareggio 4 giugno 2008 | CGC Viareggio | 2 – 5 | Follonica |  |

| Follonica 11 giugno 2008 | Follonica | 9 – 0 | CGC Viareggio |  |

## Verdetti

### Squadra campione d'Italia
- Follonica

#### Rosa
Guilherme J. Cunha Da Silva, Andrea Tosi, Alberto Pio Michielon, Enrico Mariotti, Federico Pagnini, Fausto Rombai, Lorenzo Nobili, Matteo Natali, Massimiliano De Virgilio, Luigi Brunelli, David Leonardo Farran, Pedro Luis Marc Pallares, Alessandro Michielon, Mirco Bertolucci, Alessandro Bertolucci, Marco Pagnini, Dario Baldi, Alessandro Carrari, Lorenzo Naldi, Stefano Salvini, Alessandro Franchi, Oscar Vincenzo Maccherani. Allenatore: Massimo Mariotti.

### Squadre qualificate all'Eurolega 2008-2009
- Follonica
- Bassano 54
- Marzotto Valdagno

### Squadre qualificate alla Coppa CERS 2008-2009
- CGC Viareggio
- Trissino
- Novara
- Amatori Lodi
- Breganze

### Squadre retrocesse in Serie A2
- ASH Lodi (dopo la stagione regolare, a tavolino)
- Primavera Prato (dopo la stagione regolare)

## Cannonieri
Stecca d'oro al miglior marcatore: Massimo Tataranni ( Trissino), con 56 reti.
- 51 reti: Carlos Nicolía ( Marzotto Valdagno);
- 47 reti: Mirko Bertolucci ( Follonica);
- 38 reti: Alessandro Michielon ( Follonica);
- 32 reti: Martin Montivero ( CGC Viareggio) e Ricardo Emilio Rodriguez Diaz ( Novara);
- 30 reti: Gonzalo Gomez ( Breganze);
- 29 reti: Alan Karam ( Amatori Lodi);
- 23 reti: Alberto Orlandi, Ricardo Pereira e Luis Viana ( Bassano 54);
- 22 reti: Davide Motaran ( Marzotto Valdagno);
- 21 reti: David Leonardo Farran ( Follonica);
- 20 reti: Ariel José Brescia ( Amatori Lodi);
- 19 reti: Francesco Dolce ( CGC Viareggio), Alessandro Bertolucci ( Follonica), Ariel Romero ( ASH Lodi) e Esteban Abalos ( Trissino);
- 18 reti: Valerio Antezza ( Bassano 54) e Leandro Rosselot ( Forte dei Marmi);
- 17 reti: Mariano Flores ( Novara);
- 16 reti: Alberto Pio Michielon ( Follonica), Victor Ricardo Bertran ( ASH Lodi) e Cristian Giagnoni ( Primavera Prato);
- 15 reti: Angelo De Palma ( AFP Giovinazzo), Alessandro Folli ( Amatori Lodi),Mattia Cocco ( Marzotto Valdagno), Giovanni Zen ( Roller Bassano);
- 14 reti: Sergio Silva ( Bassano 54), Riccardo Squeo ( CGC Viareggio), Enrico Mariotti ( Follonica), Giorgio Casarotto e Julian Topdjian ( Roller Bassano);

- 13 reti: Roberto Crudeli ( Amatori Lodi), Sebastian Molina ( CGC Viareggio), Pedro Marc Luis Pallares ( Follonica), Enrico Sgarbossa ( Roller Bassano), Gaston Al. De Oro Marinaro ( Trissino);
- 12 reti: Franco Polverini ( Amatori Lodi) e Jesus Hernandez ( Castiglione);
- 11 reti: Raffaele Altieri ( AFP Giovinazzo), Sergio Festa ( Castiglione), Guillermo Babick, Francesco De Rinaldis e Eduardo Vega ( Forte dei Marmi); Marco Motaran ( Marzotto Valdagno);
- 10 reti: Abel Diego Guerrero e Pablo Jara ( Breganze), Juan Luis Travasino ( CGC Viareggio), Fabrizio Mastropietro ( Novara);
- 9 reti: Domenico Illuzzi ( AFP Giovinazzo), Enrico Giaretta ( Breganze), Massimo Bracali ( Castiglione), Juan Soria ( CGC Viareggio), Javier Medina ( ASH Lodi), Fernando Dario J. Gimenez ( Novara), Matteo Crudeli e Luca Sterpini ( Primavera Prato);
- 8 reti: Fernando Hernan Montigel ( Novara);
- 7 reti: Marcello Martelli ( Castiglione), Nicola Palagi ( CGC Viareggio), Mattia Civa ( ASH Lodi), Simone Strenghetto ( Primavera Prato), Eddy Randon ( Trissino).
- 6 reti: Dario Rigo e Mauricio Videla ( Bassano 54), Alberto Peripolli ( Breganze), Borja Ferrero Font ( Castiglione), Marco Divera ( ASH Lodi), Marcelo Enrique Uribe ( Marzotto Valdagno).

## Altre promozioni e retrocessioni
Serie A2:

Promosse in Serie A1: Ingraph Hockey Seregno e Rotellistica 93 Novara.

Retrocessa in Serie B: United Symbol Hockey La Mela.
Serie B:

Promossa in Serie A2: A.S.D. Consorzio Etruria Follonica Hockey (squadra riserve di società di Serie A1).